# Åsa Wallert-Pierrou
Åsa Sigrid Malin Birgitta Wallert-Pierrou, född 26 november 1916 i Stockholm, död 5 september 1989 i Saltsjöbaden, var en svensk målare och tecknare.
Wallert-Pierrou var dotter till Axel Wallert och Sigrid Roos af Hjelmsäter samt från 1944 gift med fabrikschefen Olle Pierrou. Hon studerade först konst för sin far innan hon studerade privat för bland annat Isaac Grünewald, Olle Hjortzberg, John Jon-And och Akke Kumlien samt genom självstudier under resor till bland annat Italien, Spanien, Marocko, Frankrike och Österrike. Separat ställde hon bland annat ut i Sollefteå, Örebro, Hudiksvall, Karlstad, Nyköping, Jönköping, Borlänge och på Olsens konstsalong i Göteborg samt på Ekströms konstsalong i Stockholm. Tillsammans med Lars Boëthius ställde hon ut på Modern konst i hemmiljö 1950 och tillsammans med sin mor ställde hon ut i Eskilstuna 1946. Hon medverkade i Nationalmuseums Unga tecknare och var representerad i en rad utställningar med kristen nutidskonst i flera Smålandsstäder i slutet av 1940-talet. Hennes konst består av figurkompositioner, porträtt och landskapsskildringar utförda i olja, gouache samt akvarell. Wallert-Pierrou är representerad med oljemålningar vid Molkoms folkhögskola, Växjö krematorium och Tranås församlingshem.